# صوفيا ساكورافا
صوفيا ساكورافا (باليونانية: Σοφία Σακοράφα) (وُلدت في 29 أبريل 1957 في تريكالا، ثيساليا، اليونان)، هي سياسية يونانية-فلسطينية ورامية رمح سابقة. وهي حالياً عضوة مستقلة في البرلمان الأوروبي لليونان، وقد سبق لها أن ترشحت لهذه العضوية على قائمة حزب ائتلاف اليسار الراديكالي (سيريزا)، ومن يونيو 2012 إلى يوليو 2014، كانت عضوة عن قائمة حزب ائتلاف اليسار الراديكالي (سيريزا) في البرلمان اليوناني. وقد عُرفت بمواقفها المؤيدة للقضية الفلسطينية، كما حاولت المشاركة في الألعاب الأولمبية الصيفية 2004 المُقامة بأثينا بجنسيتها الفلسطينية لكن اللجنة الأولمبية رفضت طلبها.

## سيرتها الذاتية

### حياتها الأولى
وُلٍدت صوفيا ساكورافا بتاريخ 29 أبريل 1957 في مدينة تريكالا، ثيساليا، اليونان. وقد تخرجت من قسم التربية البدنية والرياضة من جامعة أرسطو في سالونيك. وقد عملت في مهنة تدريس التربية البدنية في المدارس اليونانية الرسمية خلال السنوات 1980-1989 والأعمال الحرة خلال الأعوام 1989-2006، كما عملت كمستشارة لوزير الرياضة ورئيسة للجنة الرياضة والمرأة.

### الألعاب الرياضية
بدأت صوفيا المنافسة في ألعاب القوى منذ سن الخامسة عشرة كعضوة في نادي تريكالا للجمباز. في المجموع، تمكنت - في كثير من الأحيان على الرغم من عداوتها مع آنا فيرولي - من كسر الرقم القياسي اليوناني لرمي الرمح سبع عشرة مرة. تنافست في دورة الألعاب الأولمبية الصيفية 1976 و1980.
كما كسرت ساكورافا الرقم القياسي العالمي في 16 سبتمبر 1982 مع رمية بلغت 74.20 متر. كانت هذه النتيجة بمثابة سجل يوناني حتى تم تحقيق الرقم الجديد في عام 1999. وفازت بالميدالية البرونزية في 1982 في بطولة أوروبا لألعاب القوى في أثينا.

## الألعاب الأولمبية 2004
أثارت ساكورافا الجدل في عام 2004 عندما حاولت المشاركة في الألعاب الأولمبية الصيفية 2004 المُقامة بأثينا بجنسيتها الفلسطينية -بعد أن منحها الزعيم الفلسطيني ياسر عرفات الجنسية الفلسطينية عام 2004 خلال زيارتها لرام الله- مع الفريق الأولمبي الفلسطيني في سن ال47. وقالت أنها تمثل فلسطين لأول مرة في خانية، كريت، في 28 يونيو 2004 وكان أداءها 47.23 متر. على الرغم من إشارتها أن مشاركتها كفلسطينية كان حقيقياً، إلا أن الاتحاد الدولي لألعاب القوى قرر بأنها غير مؤهلة للألعاب الأولمبية الصيفية لعام 2004.

### الحياة السياسية
تبنت صوفيا التوجه اليساري منذ بدايات علاقتها بالسياسة حيث اُنتخبت في صفوف حزب الحركة الاشتراكية اليونانية. وبعد اعتراضها على اتفاقية الدين الأولى التي صاغتها حكومة جورج باباندريو، انسحبت من هذا الحزب لكونه الحاكم آنذاك، وباتت نائبة مستقلة، وانضمت في مرحلة لاحقة إلى حزب ائتلاف اليسار الراديكالي. اُنتخبت عضوة في المجلس البلدي لمدينة أثينا من 1994 إلى 1998 ومجلس بلدية ماروسي (ضاحية شمالية لأثينا) من 1998 إلى 2006. ومنذ عام 2002 وهي تنافس على نفس البلدية رئيسة للائحة مستقلة. ثم اُنتخبت كعضوة في البرلمان اليوناني تحت راية الحركة الاشتراكية اليونانية ثلاث مرات (في انتخابات 2000 و2007 و2009).. وقد فشلت في الفوز بمقعد في البرلمان عقب انتخابات عام 2004.
وفي 6 مايو 2010 رفضت التصويت لصالح تدابير التقشف واتفاقية القرض بين الحكومة اليونانية وصندوق النقد الدولي/الاتحاد الأوروبي. ونتيجة لذلك، طُردت من الحركة الاشتراكية اليونانية وعملت كعضوة مستقلة في البرلمان حتى عام 2012..
شاركت في الانتخابات التشريعية لعام 2012 كعضوة في ائتلاف اليسار الراديكالي في الدائرة الانتخابية في أثينا B. في حكومة الظل بقيادة أليكسيس تسيبراس، وعُيِّنت مسؤولة لجنة رقابة العمل النيابي لوزارة الداخلية.. واستقالت من البرلمان اليوناني في مايو 2014 من أجل المنافسة في انتخابات البرلمان الأوروبي.
وفي انتخابات البرلمان الأوروبي لعام 2014، اُنتخبت عضوة في البرلمان الأوروبي لليونان، ممثلة لائتلاف اليسار الراديكالي. وهي عضوة في لجنة الشؤون الخارجية، وعضوة اللجنة الأوروبية للالتماسات، وعضوة احتياطية في اللجنة الأوروبية للصناعة والبحث والتقنية. ومنذ 16 أكتوبر 2014، أصبحت رئيسة وفد العلاقات مع بلدان أمريكا الوسطى، التي كانت عضوة سابقة فيه. وهي بالتالي عضوة في مؤتمر رؤساء الوفود.
في 28 سبتمبر 2015، غادرت ساكورافا ائتلاف اليسار الراديكالي وهي حالياً عضوة مستقلة ضمن مجموعة اليسار الأوروبي المتحد-اليسار الأخضر الشمالي. وترجع استقالتها من الحزب من بسبب خلافات مع القيادة حول تطبيق المزيد من إجراءات التقشف في اليونان. وقالت: «من الواضح أنني لا أستطيع أن أؤيد أي حكومة ولا أية سياسات تنطوي على تدابير تضر بالناس».
حافظت صوفيا على نشاط واسع مؤيد للقضية الفلسطينية وأسهمت في حملة «سفينة لأجل غزة»، وزارت قطاع غزة خلال تعرضه للقصف الإسرائيلي عام 2009، وزارته أيضاً عام 2010 مع وفد من النواب الأوروبيين بهدف إعلام شعوب أوروبا بحجم الكارثة التي حلت بالقطاع والمشكلات اليومية التي يعيشها أهله. ثم بعد ذلك أصبحت عضوة مؤسسة في مبادرة تأسيس لجنة رقابة لوجستية على الدين العام سنة 2011، ولها نشاطات في تشكيل جبهة يسارية ضد اتفاقية الدين.

## وصلات خارجية
- صوفيا ساكورافا على موقع الاتحاد الدولي لألعاب القوى (الإنجليزية)
- صوفيا ساكورافا على موقع أوليمبيديا (الإنجليزية)

- Info
- IAAF Profile
- نسخة محفوظة 28 مايو 2012 على موقع واي باك مشين.
- الملف الشخصي لصوفيا ساكورافا على موقع البرلمان الأوروبي.
- Sofia Sakorafa - GUE/NGL - Another Europe is possible
- Sofia SAKORAFA - VoteWatch Europe

تتضمن هذه المقالة نصاً من مقالة صوفيا ساكورافا على Phantis.com، وهو مرخص بموجب رخصة جنو للوثائق الحرة ().